# 埃米利夫卡 (沃洛達爾西克-沃林西基區)
50°41′16″N 28°43′41″E / 50.68778°N 28.72806°E
埃米利夫卡（烏克蘭語：Ємилівка），是烏克蘭北部的村莊，隸屬日托米爾州的日托米爾區。該村面積9.45平方公里，2001年人口186，人口密度每平方公里19.68人。